# Загальці (зупинний пункт)
Загальці — зупинний пункт Коростенського напрямку Київської дирекції Південно-Західної залізниці. Розташована на території села Загальці. Станція розміщується між зупинним пунктом Хутір Гай (відстань — 4 км) та станцією Спартак (відстань — 3 км). Відстань від станції Київ-Пасажирський — 65 км.
Лінія, на якій розташовано платформа, відкрита 1902 р. як складова залізниці Київ — Ковель.
Платформу Загальці відкрито у 1925 році. Сучасного вигляду платформа набула після 1968 року, коли було електрифіковано лінію Клавдієве — Тетерів.
У 2013 році старі високі платформи було демонтовано, натомість було збудовано нові низькі платформи на 100 метрів східніше старих.
Поруч із платформою розміщується типовий житловий будинок залізничників початку XX ст. (колишня казарма на 66 кілометрі). Неподалік від станції знаходиться великий дачний масив.